# Rechtsfähigkeit (Schweiz)
Die Rechtsfähigkeit – also die Fähigkeit, Träger von Rechten und Pflichten zu sein – wird im schweizerischen Recht im Zivilgesetzbuch (ZGB) definiert. Für natürliche Personen gilt hierbei „rechtsfähig ist jedermann.“ „Die Rechtsfähigkeit kommt dem Menschen um seines Menschseins willen zu, d. h. ohne weitere Voraussetzungen“. Juristische Personen können ebenso Rechtsfähigkeit erlangen, allerdings nur in den explizit durch das Gesetz vorgesehenen Fällen.

## Beginn und Ende der Rechtsfähigkeit

### Natürliche Personen
Den Beginn der Rechtsfähigkeit von Menschen definiert im schweizerischen Recht Art. 31 Abs. 1 ZGB: „Die Persönlichkeit beginnt mit dem Leben nach der vollendeten Geburt und endet mit dem Tode.“
Für den Beginn des Lebens sieht Abs. 2 zusätzlich eine Sonderregelung vor: „Vor der Geburt ist das Kind unter dem Vorbehalt rechtsfähig, dass es lebendig geboren wird.“ Damit kann also ein ungeborenes Kind („Nasciturus“), bereits Träger von Rechten und Pflichten sein – aber nur, wenn es tatsächlich lebend geboren wird. Diese Regel hat besonders im Erbrecht eine grosse Bedeutung: Erleidet eine ledige Frau eine Totgeburt, nachdem der Vater des Kindes gestorben ist, erbt sie vom Vater des Kindes nichts. Stirbt das Kind aber erst kurz nach der Geburt, kann es erben. Durch den Tod des Kindes wird letzten Endes die Mutter Erbin.

### Juristische Personen
Massgebend für die Erlangung der Rechtsfähigkeit bei juristischen Personen ist im Normalfall deren Eintrag im Handelsregister, Ausnahme hierzu sind öffentlich-rechtliche Körperschaften und Anstalten, die Vereine, die nicht wirtschaftliche Zwecke verfolgen, die kirchlichen Stiftungen und die Familienstiftungen.
Mit der Löschung aus dem Handelsregister endet die Rechtsfähigkeit der juristischen Person entsprechend wieder.

## Theorienstreit in Bezug auf die juristische Person
Eine juristische Person ist keine physische Entität, wird aber dennoch wie ein eigenständiges Wesen behandelt. Hieraus ergibt sich eine in der Rechtswissenschaft kontrovers diskutierte Frage nach der Natur der juristischen Person. Dabei stehen sich die Fiktionstheorie und die Realitätstheorie gegenüber. Erstere geht davon aus, dass die juristische Person eine Fiktion ist, die Gesellschaft also nur so tut, als existiere zum Beispiel eine Aktiengesellschaft als Person. Die Realitätstheorie hingegen geht davon aus, dass juristische Personen durch den Menschen geschaffene reale Personen sind.
Diese Unterscheidung ist v. a. im Haftrecht beim Ersatz von immateriellen Schäden bei juristischen Personen von Belang.